# Club San Luis
Club San Luis, mest kända som bara San Luis, är en mexikansk fotbollsklubb från San Luis Potosí. Klubbens smeknamn är Tuneros, som syftar på bönderna som skördar frukten från opuntiakaktusen som växer i området. Smeknamnet Tribu Real syftar på att klubben en gång i tiden hette Real San Luis och ett ytterligare smeknamn är El Equipo del Milagro (mirakellaget) p.g.a. deras "mirakel" i sista minuten som hjälpte dem att hålla sig kvar i högstadivisionen i fotbollsligan.
Klubben grundades den 23 september 1957 och hette då "Santos". I slutet av 1960-talet bytte klubben namn till "Atletico Potosino". I mitten av 2000-talet bytte klubben återigen namn och denna gång till San Luis FC, som de heter även idag.
San Luis spelar sina hemmamatcher på Alfonso Lastras Ramirez-stadion. Innan spelade de på Plan de San Luis (som döptes efter en militär plan föreslagen av Francisco Madero under mexikanska revolutionen 1910).

## Historia
Club San Luis grundades 1999 och 2001 köptes klubben upp av Televisa för att bli "lillebror" till förstadivisionslaget Club América. Ett år senare kvalificerades San Luis till andradivisionen, Primera División A, och flyttades senare upp till förstadivisionen. Laget föll tillbaka till Primera División A 2004, men det tog inte lång tid innan de återvände. 2005 vann laget sin andra uppflyttning till förstadivisionen under ledning av deras f.d. tränare Carlos Reinoso. Laget lyckades med nöd och näppe undvika nedflyttning under säsongen 2005/2006, började kallas "equipo de la buena suerte" (turlaget) och fortsatte i högstadivisionen.
Med San Luis i högstadivisionen äger Televisa tre klubbar där: Club San Luis, Club América och Club Necaxa. De tre lagen brukar anses vara "bröder" i ligan med San Luis som den yngste brodern, trots att de haft mest framgångar under säsongen 2008.
San Luis supporterklubb kallas för La Guerrilla.

## Meriter
- Primera División A: Verano 2002, Apertura 2004
- Segunda División de México: 1970/1971, 1975/1976

## Statistik
- Säsonger i division 1: 8
- Säsonger i division 2: 4
- Flest gjorda mål: 6–3 mot UNAM (27 oktober 2002)
- Flest insläppta mål: 1–6 mot América (31 oktober 1971)
- Bästa slutposition: 2 (Clausura 2006)
- Sämsta slutposition: 19
- Mesta målskytt: Marcelo de Faria (27 mål)
- Målvakt med minst insläppta mål: Hugo Pineda
- Flest spelade matcher: Omar Domínguez (47 matcher)